# Outrageous
Outrageous (engl. für „empörend“) ist ein Lied der US-amerikanischen Sängerin Britney Spears aus ihrem vierten Album In the Zone. Es wurde von Robert S. Kelly geschrieben und von ihm, Trixster und Penelope Magnet produziert. Das Lied wurde am 20. Juli 2004 als vierte Single des Albums von Jive Records veröffentlicht.

## Hintergrund
Outrageous sollte auf Wunsch der Plattenfirma eigentlich als erste Single aus In the Zone veröffentlicht werden. Spears hingegen wollte Me Against the Music, einen Zusammenarbeit mit Madonna, als erste Single des Albums veröffentlichen und setzte sich damit durch. Weil das Lied in den Soundtrack von Catwoman aufgenommen werden sollte, wurde Outrageous als vierte Single nach Me Against the Music, Toxic und Everytime veröffentlicht.

## Musikvideo und Unfall
Das Musikvideo zu Outrageous wurde von Dave Meyers gedreht, der bereits zuvor bei den Videos für Lucky und Boys mit Spears zusammengearbeitet hatte. Es wurde an Standorten in Queens und Manhattan gefilmt. Nach Abschluss der Szenen mit Gaststar Snoop Dogg drehte Spears weitere Szenen in Manhattan. Bei den dortigen Dreharbeiten stürzte Spears und verletzte sich am linken Knie. Am folgenden Tag wurde sie operiert und musste für sechs Wochen pausieren, was den Abbruch des Drehs, des Beitrags für den Soundtrack zu Catwoman und ihrer laufenden The-Onyx-Hotel-Tour zur Folge hatte. Ein 45 Sekunden langes Musikvideo, das aus einzelnen Ausschnitten des Drehtags besteht, wurde 2004 in der DVD-Version des Albums Greatest Hits: My Prerogative veröffentlicht.

## Charts
| ChartsChartplatzierungen       | Höchstplatzierung | Wochen |
| ------------------------------ | ----------------- | ------ |
| Vereinigte Staaten (Billboard) | 79 (4 Wo.)        | 4      |